# Élections municipales de 1884 à Paris
Les élections municipales de 1884 à Paris se déroulent le 4 mai et 11 mai 1884. 

## Mode de scrutin
Les conseillers de Paris sont élus pour une durée de trois ans, contrairement à ceux du reste de la France, élus pour une durée de quatre ans. L'élection se fait au scrutin uninominal majoritaire à deux tours dans le cadre du quartier. Chaque quartier administratif dispose ainsi d'un conseiller de Paris. Les maires et adjoints d’arrondissements sont nommés, conformément à la loi du 14 avril 1871 promulguée par le gouvernement d'Adolphe Thiers et qui prive Paris d'un maire. L’État administre directement la ville de Paris par le biais du préfet de la Seine et du préfet de Police.

## Contexte
Le scrutin est marqué par l'émergence du courant autonomiste. En effet, le statut d'exception de la capitale est contesté à plusieurs reprises par le Conseil municipal de Paris, au sein duquel des propositions et vœux pour un retour dans le droit commun ou une autonomie plus large sont adoptés. Le 6 novembre 1880 un important projet de réforme élaboré par le conseiller radical Sigismond Lacroix, inspiré par les traditions révolutionnaires et défendant le retour d'un maire de Paris accompagné d'adjoints, est adopté. L'autonomie communale devient ainsi le principal clivage, tandis que l'ancien clivage entre les républicains et monarchistes est moins marqué.
D'une part, les radicaux se réclament de l'autonomie municipale à partir du projet Lacroix et forment les « républicains autonomistes » regroupés au sein du « groupe de l’autonomie communale », de l'autre part les républicains qui ne souhaitent pas aller plus loin que le cadre légal du Conseil municipal se font appeler « républicains municipaux » et siègent au « groupe républicain radical du Conseil municipal de Paris ». Ces républicains municipaux sont toutefois surtout des modérés ou opportunistes. La troisième tendance est celle des monarchistes et conservateurs, dirigés par le légitimiste Ferdinand Riant.

## Résultats
Les autonomistes remportent les élections, avec 35 sièges sur 80, face aux républicains municipaux qui conservent leurs 33 sièges. Les conservateurs et monarchistes progressent légèrement en obtenant 10 sièges. L'autre fait marquant du scrutin est le retour des socialistes, qui étaient absents depuis la fin de la Commune de Paris, et gagnent 2 sièges alors qu'ils avaient échoué en 1881.

## Sources
- Nobuhito Nagaï, « Chapitre III. Évolution politique du conseil municipal de Paris de 1871 à 1914 », dans Les conseillers municipaux de Paris sous la Troisième République (1871-1914), Éditions de la Sorbonne, coll. « Histoire de la France aux XIXe et XXe siècles », 21 mars 2017 (ISBN 978-2-85944-855-4, lire en ligne), p. 47–74
- Résultats du premier tour, publiés dans Le Petit Journal du 6 mai 1884
- Résultats du premier tour, publiés dans Le Petit Parisien du 6 mai 1884
- Résultats du premier tour, publiés dans Le Rappel du 6 mai 1884